# Back Street
Back Street – wieś w Anglii, w hrabstwie Suffolk. Leży 45 km na zachód od miasta Ipswich i 89 km na północny wschód od Londynu.